# Zweder van Voorst
Zweder van Voorst (onbekend - 21 januari 1363) was een edelman in het Oversticht en Gelre. Hij werd geboren als zoon van Roderik van Voorst en Beatrix van Keppel. Zweder speelde een belangrijke rol in de politiek van zowel het hertogdom Gelre als het Oversticht.

## Gelre
In 1340 vervulde Zweder het ambt van drost van Zutphen. Toen in 1343 de nog minderjarige Reinald III de nieuwe hertog van Gelre werd, besloot Zweder om hem te steunen. Een jaar later werd Zweder lid van de Gemeijne Raad van Gelre en Zutphen. Zweder heeft ook enige tijd de kant gekozen van Reinalds broer Eduard, maar in 1353 koos hij definitief de zijde van Reinald. Na de verzoening tussen beiden vervulde hij nog diverse ambten, zoals Raad van de hertog in 1358.
Zweder bezat onder andere het kasteel Keppel. In 1361 kreeg hij van keizer Karel IV de mogelijkheid om het stadje Keppel de rechten op jaar- en weekmarkten te verlenen.
Op 25 mei 1361 werden zowel hertog Reinald als Zweder gevangen genomen tijdens de verloren veldslag bij Tiel. Reinalds broer Eduard werd nu hertog. Zweder wist te ontsnappen, maar zijn kasteel in Keppel werd door de nieuwe hertog bezet.

## Oversticht
De Utrechtse bisschoppen hadden in de eerste helft van de 14e eeuw hun greep op het Oversticht grotendeels verloren. Bisschop Jan van Arkel probeerde dit vanaf 1342 te herstellen en wist lokale machthebbers uit te schakelen. Een van hen was Zweder, die een belangrijke rol speelde in de lokale machtsverhoudingen. Hij kreeg aanvankelijk nog bisschoppelijke privileges toebedeeld, zoals de rechtspraak in Mastenbroek, in ruil voor steun tegen Gelre.

### Conflict met Zwolle
Zweder wekte de wrevel op van de steden Zwolle, Deventer en Kampen omdat hij vanuit zijn kasteel Voorst roofaanvallen uitvoerde op kooplieden die via de IJssel op reis waren. In 1361 raakte Zweder in een direct conflict met de stad Zwolle: de stad had namelijk een waterverbinding gepland richting de IJssel, waarbij grond van Zweder werd doorkruist. Bovendien vermoedde Zweder dat hij geen deel zou krijgen bij de inpoldering van Mastenbroek. Uit wraak stichtte Zweder brand in het buiten de Diezerpoort gelegen stadsdeel Dieze. Dit was voor Zwolle aanleiding om hem de oorlog te verklaren. Hierin werd de stad gesteund door haar bondgenoten, de bisschop van Utrecht en de steden Deventer en Kampen. Zweder werd gevangen genomen en op 29 juli 1362 sloeg het gezamenlijke leger van bisschop Jan van Arkel en de drie steden zijn beleg op voor kasteel Voorst. Zweder wist te ontsnappen, maar het beleg voor het kasteel duurde tot in november. Nadat de belegerden zich hadden overgegeven, werd Zweder verbannen en zijn kasteel afgebroken.

## Overlijden
Op 31 juli 1362 droeg Zweder zijn bezit te Keppel in leen op aan de aartsbisschop van Keulen. Zelf trok hij zich na het verlies van Voorst terug op kasteel Keppel, waar hij op 21 januari 1363 overleed. 
Zweder was gehuwd met Heylwich van Zuylen, met wie hij twee zoons kreeg: Roderic en Wolter. 